# کلیسای ناجی مقدس (ایجوان)
کلیسای ناجی مقدس (ارمنی: Սուրբ Ամենափրկիչ եկեղեցի) یک کلیسا متعلق به کلیسای حواری ارمنی واقع در شهر ایجوان، استان تاووش ارمنستان می‌باشد. ساخت و ساز این ساختمان در دهه ۱۸۶۰ میلادی؛ به پایان رسید. این بنا به سبک معماری ارمنی طراحی شده است.